# Umaiya ibn Abī s-Salt
Umaiya ibn Abī s-Salt  (arabisch أمية بن أبي الصلت, DMG Umaiya ibn Abī ṣ-Ṣalt; gest. um 630 in at-Tā'if) war ein Dichter aus dem arabischen Stamm Thaqīf, der dem Islam ähnliche Ideen vertrat und den Hanīfen zugerechnet wird. Den prophetischen Führungsanspruch seines jüngeren Zeitgenossen Mohammed lehnte Umaiya ab, weil er sich selbst in der Rolle eines Propheten sah, allerdings war er für kurze Zeit bereit, sich Mohammed anzuschließen. Mohammed bewunderte umgekehrt die Gedichte Umaiyas, sah ihn jedoch als einen „Abgeirrten“ an.
Aufgrund seiner großen Bedeutung für die Vor- und Frühgeschichte des Islams ist Umaiya ibn Abī s-Salt seit Anfang des 20. Jahrhunderts ein wichtiges Thema islamwissenschaftlicher und arabistischer Forschung. Vor allem die Authentizität der verschiedenen in Umaiyas Namen überlieferten religiösen Gedichte wurde sehr kontrovers diskutiert. Sie enthalten Anspielungen auf biblische Geschichten und weisen zahlreiche inhaltliche und sprachliche Übereinstimmungen mit dem Koran auf.

## Leben

### Umaiyas Herkunft und familiäre Verhältnisse
Umaiya lebte in der Stadt at-Tā'if, die etwa 100 Kilometer südöstlich von Mekka liegt, und gehörte dem Stamm Thaqīf an, der über diese Stadt herrschte. Schulthess‘ Sammlung enthält auch mehrere Gedichte Umaiyas, die der Verherrlichung von at-Tā'if und der Thaqīf dienen (Nr. I-IV, XIV).
Umaiyas Vater Abū s-Salt ʿAbdallāh ibn Abī Rabīʿa war Dichter und soll auf Saif ibn Dhī Yazan, den letzten himyaritischen Herrscher (gest. 597 n. Chr.), ein Lobgedicht verfasst haben. Durch seine Mutter Ruqaiya, eine Tochter von ʿAbd Schams ibn ʿAbd Manāf, war Umaiya verwandtschaftlich ebenfalls mit der mekkanischen Aristokratie verbunden. Das schlägt sich auch in seiner Dichtung nieder. In einem seiner Gedichte (Nr. XXI) preist er Harb ibn Umaiya, den Enkel von ʿAbd Schams.
Umaiya hatte vier Söhne: ʿAmr, Rabīʿa, Wahb und al-Qāsim. Letztgenannter wurde später ebenfalls als Dichter tätig. Außerdem wird in verschiedenen Berichten erwähnt, dass Umaiya zwei Töchter hatte.

### Der Kontakt zu dem Mekkaner Ibn Dschudʿān
In Mekka pflegte Umaiya Umgang mit dem angesehenen und wohlhabenden Händler ʿAbdallāh ibn Dschudʿān aus dem quraischitischen Clan der Banū Taim. So soll er zugegen gewesen sein, als Ibn Dschudʿān bei einer öffentlichen Tafel die neue Süßspeise Fālūdh in Mekka einführte, die er in Persien kennengelernt hatte. Umaiya machte auf diese Gelegenheit ein Gedicht. Bekannt ist auch die Geschichte über die „die beiden Zikaden von ʿĀd“ (ǧarādatā ʿĀd). Ibn Dschudʿān besaß zwei Sklavinnen, die schön sangen und die er deswegen so genannt hatte. Umaiya bewunderte sie, und um Ibn Dschudʿān dazu zu bringen, ihm die beiden Sklavinnen zu überlassen, trug er ihm ein Lobgedicht vor, in dem er seinen Wunsch andeutete. Ibn Dschudʿān schenkte ihm darauf tatsächlich eines der beiden Mädchen. Als er sie ihm zurückbrachte, weil die Leute ihn tadelten, dass er sie dem alten Mann weggenommen habe, obwohl er wüsste, dass jener sie zur Pflege bräuchte, drängte ihm Ibn Dschudʿān noch die andere auf.
Das Gedicht, das Umaiya Ibn Dschudʿān vortrug, um ihn dazu zu bringen, ihm die beiden Sklavinnen zu überlassen, hat Eingang in alle bedeutenden arabischen Anthologien gefunden. In der deutschen Übersetzung Friedrich Rückerts lauten die ersten Verse wie folgt:
Soll meine Not ich sagen, oder gnügt mir

das Schamgefühl vorm Armen, das dich schmückt?

Samt Deinem Wißen um die Pflicht, indem du

ein Ruhmsproß bist vom reinsten Stamm beglückt,

Ein Freund, den weder Morgen weder Abend

der angebornen schönen Art entrückt.

Der Beni Teim Ruhmwerke sind dein Boden,

darüber man als Himmel dich erblickt.
Ein weiteres Lobgedicht auf Ibn Dschudʿān (in Schulthess‘ Sammlung Nr. XIII) ist nach allgemeiner Auffassung als Elegie auf den Tod seines Gönners anzusehen. Umaiya soll mit Ibn Dschudʿān auch zusammen gezecht haben, bevor er dem Wein entsagte. Auf das lustige Leben, das der Dichter in früher Zeit geführt hat, nimmt möglicherweise auch der Schluss des Gedichtes Nr. XXV in Schulthess‘ Sammlung Bezug. Hier heißt es: „Darum vergib einem Knechte! Sieh, der Anfang seiner Sünde ist Trinken und Maisirspielen, mit Scherz verbunden.“

### Religiöse Entwicklung
Nach Ibn Sallām al-Dschumahī trat Umaiya irgendwann mit dem Hanīfen Zaid ibn ʿAmr in Verbindung, der, so Ibn Sallām, zusammen mit Waraqa ibn Naufal in der Zeit der Dschāhilīya nach Religion strebte. Ibn Qutaiba berichtet, dass Umaiya „die vorangegangenen Bücher Gottes“ (al-mutaqaddima min kutub Allāh) las, zur Verehrung Allahs aufrief und den Götzendienst zu bekämpfen begann. Abū l-Faradsch al-Isfahānī berichtet unter Berufung auf den mütterlichen Onkel von az-Zubair ibn Bakkār, dass sich Umaiya nach der Lektüre von Büchern zur Verehrung Gottes in Sacktuch (musūḥ) gekleidet habe. Er habe Abraham, Ismael und das Hanīfentum erwähnt, den Alkohol verboten, den Sinn des Götzendienstes bezweifelt und in der Suche nach Wahrheit das Fasten gehalten.
Nach einer Gruppe verschiedener Überlieferungen, die Ibn ʿAsākir anführt, reiste Umaiya noch vor Mohammeds prophetischem Auftreten in Mekka mit seinem Verwandten Abū Sufyān ibn Harb zu Handelszwecken nach Syrien. Abū Sufyān, der in diesen Überlieferungen selbst zu Wort kommt, berichtet darin, dass Umaiya zu dieser Zeit bereits an eine Auferstehung der Toten, eine jenseitige Bestrafung der Sünden und die Unterteilung der Menschen in eine „Schar des Paradieses“ (farīq al-ǧanna) und eine „Schar des Höllenfeuers“ (farīq an-nār) glaubte.    Ibn Kathīr berichtet unter Berufung auf den andalusischen Gelehrten ʿAbd ar-Rahmān as-Suhailī (gest. 1185), dass Umaiya auch der erste war, der die Invokationsformel Bi-smi-ka Allāhumma („In Deinem Namen, o Allah“) verwendete, die auch im Islam neben der Basmala benutzt wird.
In verschiedenen Überlieferungen wird berichtet, dass Umaiya in den alten Schriften gelesen hatte, dass Gott in seiner Zeit einen Gesandten zu den Arabern schicken werde, und nun diesen Propheten erwartete. Ein Vers aus einem längeren Gedicht Umaiyas, das in verschiedenen Werken zitiert und als echt eingestuft wird, zeigt, dass er tatsächlich in Erwartung eines Propheten war. Er lautet:
a-lā nabīya la-nā min-nā fa-yuḫbira-nā

mā buʿdu ġāyati-nā min raʾsi maǧrā-nā
Haben wir keinen Propheten unter uns, der uns ansagen könnte,

wieweit unser Endziel entfernt ist von unserem Ausgangspunkte?
Nach einer Überlieferung, die Abū l-Faradsch unter Berufung auf az-Zuhrī (gest. 741/2) zitiert, soll Umaiya auch mit Abū Bakr, der wie Ibn Dschudʿān zum Clan der Banū Taim gehörte, über den zu erwartenden Gesandten gesprochen haben. Dabei soll er gesagt haben: „Die Nachricht ist rätselhaft (ʿamiya l-ḫabar). Hast Du etwas bemerkt?“ Auf die verneinende Antwort Abū Bakrs erwiderte er dann: „Ich habe ausfindig gemacht, dass er dieses Jahr hervortreten soll.“ Nach den Berichten, die Ibn ʿAsākir über Umaiyas Reise mit seinem Verwandten Abū Sufyān ibn Harb anführt, erkundigte sich Umaiya auch in Syrien bei einem christlichen Gelehrten über „den Propheten, der erwartet wird“ (an-nabī allaḏī yuntaẓar).

### Prophetische Ambitionen und Ablehnung Mohammeds
In verschiedenen Überlieferungen wird berichtet, dass man Umaiya, als Mohammed in Mekka als Gottesgesandter auftrat, an seine eigenen religiösen Erwartungen erinnerte. Nach einem Bericht, den Abū l-Faradsch zitiert, sagte man zu ihm: „Der ist es doch, den du schon so lange erwartest und von dem du sprichst.“ Umaiya habe Mohammed jedoch beneidet und sei ungläubig geblieben, weil er gehofft hatte, selbst der erwartete Gesandte zu sein. In dem Bericht, in dem Abū Sufyān zu Wort kommt, wird Umaiya mit der Aussage zitiert, dass er niemals an einen Gesandten außerhalb des Stammes Thaqīf geglaubt hätte. Vielleicht trat Umaiya sogar selber offen als Prophet auf. Ibn ʿAsākir referiert am Anfang seines biographischen Eintrags über Umaiya die Auffassung, „dass er ein Prophet war“ (anna-hū kāna nabīyan).
Unter Berufung auf az-Zuhrī berichtet Ibn ʿAsākir, dass Umaiya deswegen Mohammed die Nachfolge verweigerte, weil er sich vor seinen weiblichen Stammesgehörigen schämte, denen er erzählt hatte, dass er der Prophet sei. Frauen aus seiner Familie spielten offenbar eine wichtige Rolle in seiner religiösen Propaganda. Nach einem Bericht, den Ibn ʿAsākir  unter Berufung auf al-Kalbī zitiert, hatte eine von Umaiyas Töchtern einen Traum, in dem sie sah, wie zwei Adler das Dach ihres Hausen abdeckten, auf Umaiya herabstiegen und ihm die Brust öffneten. Fāriʿa, die Schwester Umaiyas, soll später Mohammed ebenfalls von dieser Begebenheit erzählt haben, die Brustöffnung Umaiyas durch die Vögel jedoch nicht als Traum, sondern als reales Geschehen beschrieben haben. Die Erzählung über diese Begebenheit, von der verschiedene Versionen vorliegen, weist Ähnlichkeiten mit der Legende über Mohammeds Brustöffnung  auf, die in frühislamischer Zeit die wichtigste Geschichte zum Nachweis der Berufung Mohammeds war.
Al Makin vermutet, dass Umaiya in at-Tā'if von seinem Stamm Thaqīf in gleicher Weise als Prophet anerkannt wurde, wie das bei Musailima und seinem Stamm der Banū Hanīfa der Fall war, doch stützt sich seine Hypothese auf keine eindeutigen Belege. Nach einem Bericht, den Ibn ʿAsākir unter Berufung auf az-Zuhrī zitiert, hielt sich Umaiya, während Mohammed in Mekka als Prophet tätig war, für acht Jahre in Ostarabien (Bahrain) auf. Dies stimmt mit anderen Berichten überein, denen zufolge Umaiya in dieser Zeit „einem der Stammeskönige“ (baʿḍ al-mulūk) die Aufwartung machte.

### Annäherung an Mohammed und erneute Abwendung von ihm
Nach dem Bericht, den Ibn ʿAsākir unter Berufung auf az-Zuhrī zitiert, hatte Umaiya nach seiner Rückkehr in den Hedschas eine Aussprache mit dem Propheten in der Nähe der Kaaba. Nach diesem Gespräch äußerte er gegenüber Angehörigen der Quraisch, dass er Mohammeds religiösen Wahrheitsanspruch anerkenne, sich jedoch ihm noch nicht anschließen wolle. Während Mohammed nach Medina ging, reiste Umaiya nach Syrien. Auf die Kunde von Mohammeds Sieg in der Schlacht von Badr eilte er dorthin, um sich ihm anzuschließen. Als er aber in Badr die Namen der Gefallenen erfuhr, unter denen sich auch ʿUtba und Schaiba, die Enkel seines mütterlichen Onkels ʿAbd Schams, befanden, schnitt er seiner Kamelstute Nase und Schwanz ab, betrauerte die Toten und nahm von seinem Plan Abstand. Nach ath-Thaʿlabī kommentierte Umaiya die Tötung der Quraischiten durch Mohammed bei Badr mit den Worten: „Wenn er ein Prophet wäre, würde er nicht seine Verwandten töten.“
Für die Glaubhaftigkeit diese Berichte spricht, dass ein Trauergedicht von Umaiya auf die bei Badr gefallenen Quraischiten überliefert ist. Es wird unter anderem von Ibn Hischām in seiner Biographie Mohammeds angeführt. Die ersten Verse lauten:
Hallā bakaita ʿalā l-kirāmi banī l-kirāmi ūlī l-mamādiḥ

ka-bukāʾi l-ḥamāmi ʿalā furūʿi l-aiki fī l-ġuṣni l-ǧawāniḥ

…

Māḏā bi-Badrin fa-l-ʿaqanqali min marāzibata ǧaḥāǧiḥ
Hast Du nicht geweint über die edlen Söhne von lobwürdigen Edlen,

wie die Tauben über die Zweige des Baumdickichts an den sich neigenden Ästen weinen?

…

Was waren es in Badr und den Dünen für ehrwürdige Fürsten?
Schulthess hat dieses Gedicht auf die Gefallenen von Badr nicht in seine Sammlung aufgenommen, was Nöldeke, der es als zweifellos echt betrachtet, in seiner Rezension der Sammlung kritisierte. Das Gedicht enthielt auch eine Botschaft an andere arabische Stämme. Sie sollten den Quraisch beistehen und sie im Kampf gegen Mohammed unterstützen.
Nach Ibn Kathīr kehrte Umaiya nach seinem Aufenthalt in Badr nach Mekka und at-Tā'if zurück und wandte sich vom Islam ab. Abū l-Faradsch berichtet unter Berufung auf az-Zubair ibn Bakkār, dass Umaiya nach Badr die Quraischiten nicht nur zur Rache aufgereizt, sondern sie auch dazu angehalten habe, am Anfang ihrer Briefe an Stelle der von den Muslimen verwendeten Basmala seine Formel Bi-smi-ka Allāhumma („In Deinem Namen, o Gott“) zu benutzen.

### Umaiyas Tod
Wie lange Umaiya nach der Schlacht von Badr noch gelebt hat, ist nicht gesichert. ʿAbd al-Qāhir al-Baġdādī überliefert die Auffassung, dass Umaiya im Jahre 9 nach der Hidschra (= 630/1 n. Chr.) starb, noch bevor die Anhänger des Stammes Thaqīf zum Islam übertraten. Abū l-Faradsch berichtet unter Berufung auf az-Zubair ibn Bakkār von einer Flucht Umaiyas in den äußersten Jemen. Nachdem er dort seine beiden Töchter in Sicherheit gebracht hatte, soll er nach at-Tā'if zurückgekehrt und dort bei einem Zechgelage im Palast Ghailān verstorben sein. Ibn ʿAsākir berichtet unter Berufung auf Saʿīd ibn al-Musaiyab (gest. 714), dass Umaiyas Schwester nach der Eroberung Mekkas im Januar 630 nach Mekka kam und Mohammed von den Umständen seines Todes berichtete. Demnach müsste er schon vor diesem Zeitpunkt gestorben sein.
Allgemein wird angenommen, dass Umaiya als Ungläubiger verstarb. Abū l-Faradsch zitiert einen Bericht, wonach er kurz vor seinem Tod sagte: „Ich weiß, dass das Hanīfentum wahr ist, aber ich hege Zweifel hinsichtlich Mohammeds“. Als die Muslime nach der Eroberung Mekkas at-Tā'if  belagerten, nahmen sie Umaiyas Bruder Hudhail gefangen und richteten ihn hin.

## Mohammeds Haltung gegenüber Umaiya

### Seine Bewunderung für Umaiyas Dichtung
Die Einstellung Mohammeds gegenüber Umaiya ibn Abī s-Salt scheint insgesamt positiver gewesen zu sein als diejenige Umaiyas gegenüber Mohammed. Mehrere Überlieferungen sprechen von seiner Bewunderung für Umaiyas Dichtung. Der Prophetengefährte asch-Scharīd ibn Suwaid wird in dem Sahīh-Werk von Muslim ibn al-Haddschādsch mit der Aussage zitiert, er sei mit dem Propheten unterwegs gewesen und von diesem gebeten worden, Verse von Umaiya vorzutragen. Da der Prophet davon gar nicht genug bekommen konnte, habe er ihm schließlich ganze hundert Verse von Umaiya vorgetragen. In anderen Versionen dieses Berichts, die Ibn ʿAsākir anführt, wird ergänzt, Mohammed habe nach Ende der Rezitation gesagt: „Es hätte nicht viel gefehlt, und Umaiya ibn Abī s-Salt wäre ein Muslim geworden.“ Dieses Prophetenwort über Umaiya hat auch Eingang in die kanonischen Hadith-Werke gefunden. In einer anderen Version dieses Berichts findet sich die zusätzliche Angabe, dass sich der Vorfall auf der Abschiedswallfahrt im Jahre 632 zugetragen habe. Mohammed habe nach Ende der Rezitation gesagt: „Das Wissen über Umaiya ibn Abī s-Salt liegt allein bei Gott.“
Nach dem Bericht, den Ibn ʿAsākir unter Berufung auf Saʿīd ibn al-Musaiyab zitiert, interessierte sich Mohammed auch bei der Begegnung mit Umaiyas Schwester Fāriʿa für seine Dichtung. Er bat sie bei dieser Gelegenheit, ihm das beste Gedicht von Umaiya vorzutragen. Nachdem sie diesem Wunsch nachgekommen war, äußerte er, dass Umaiya demjenigen gleiche, von dem es im Koran heißt: „Und verlies ihnen die Geschichte von dem, dem wir unsere Zeichen gaben, und der sich dann ihrer entledigte! Da nahm ihn der Satan in seine Gefolgschaft. Und so war er einer von denen, die abgeirrt sind“ (Sure 7:175). Auch gab es die Auffassung, dass diese Begebenheit der eigentliche Anlass für die Herabsendung des Verses war. Als Autorität für diese Auffassung wird vor allem ʿAbdallāh, der Sohn von ʿAmr ibn al-ʿĀs, genannt.
Die ambivalente Haltung Mohammeds gegenüber Umaiya zeigt sich auch in der folgenden Äußerung über ihn, die ihm in verschiedenen Werken zugeschrieben wird: „Seine Dichtung ist gläubig, sein Herz aber ungläubig.“ (āmana šiʿru-hū wa-kafara qalbu-hū). Bei Ibn Qutaiba heißt es etwas abweichend: „Seine Zunge ist gläubig, sein Herz aber ungläubig“ (āmana lisānu-hū wa-kafara qalbu-hū).
Allein das Trauergedicht auf die bei Badr gefallenen Quraischiten scheint Mohammeds Missfallen erregt zu haben. Abū l-Faradsch berichtet, dass er die Tradierung dieses Gedichtes verboten habe. Der Bagdader Literat Abū ʿUbaidallāh al-Marzubānī (gest. 995) meinte, dass dieses Gedicht neben einem anderen von al-Aʿschā sogar überhaupt das einzige Gedicht aus der Zeit der Dschāhilīya sei, dessen Rezitation der Prophet verboten habe.

### Die von Mohammed für wahr erklärten Verse

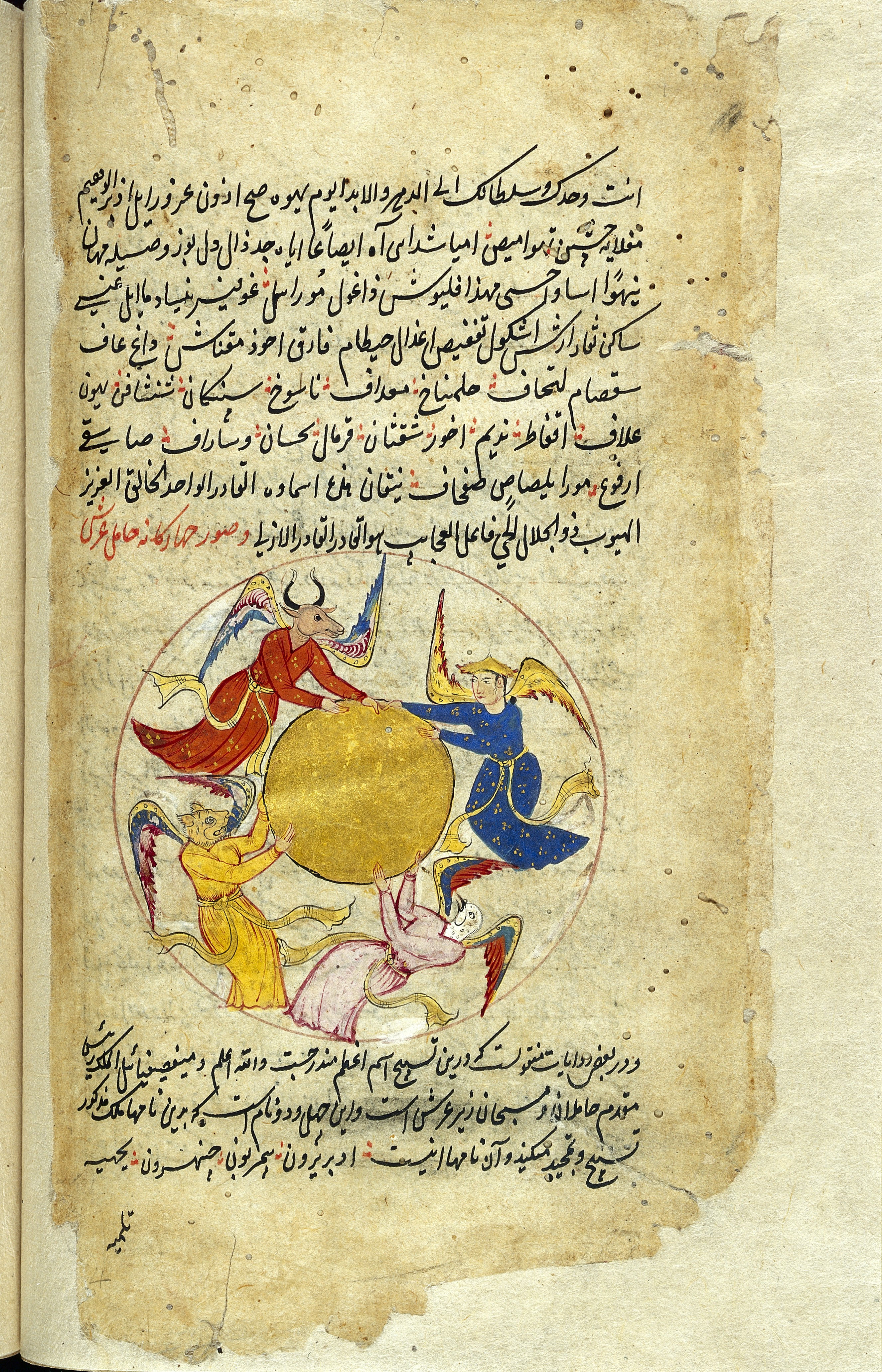
Bildliche Umsetzung von Umaiyas Beschreibung in einer persischen Handschrift der Kosmographie al-Qazwīnīs

Von ʿAbdallāh ibn ʿAbbās wird überliefert, dass Mohammed drei Verse aus Umaiyas Dichtung für wahr erklärt habe. Sie lauten:
Raǧulun wa-ṯaurun taḥta riǧli yamīni-hī

wa-n-nasru li-l-uḫrā wa-laiṯun murṣidu

wa-š-šamsu taṭluʿu kulla āḫiri lailatin

ḥamrāʾa yuṣbiḥu launu-hā yatawarradu

laisat bi-ṭāliʿatin la-hum fī risli-hā

illā muʿaḏḏabatan wa-illā tuǧladu
Ein Mann und ein Stier unter seinem rechten Fuß,

und beim andern (Fuß) ein Adler und ein lauernder Löwe.

Und die Sonne, sie geht am Ende jeder Nacht auf,

rot wie eine Rose gefärbt.

Sie geht ihnen aber nicht freiwillig auf,

sondern muss gezüchtigt und gepeitscht werden.
In dem Bild, das im ersten Vers entworfen wird, lassen sich unschwer die vier Evangelistensymbole aus (Offb 4,6–8 ) wiedererkennen. Mohammed soll diesen Vers als eine zutreffende Beschreibung der Träger des Gottesthrons betrachtet haben. Aufgrund der Bestätigung dieses Verses durch Mohammed, ist Umaiyas Beschreibung der vier Träger des Gottesthrons zum festen Bestandteil der islamischen Kosmologie geworden. So wird sein Vers auch in dem kosmographischen Werk von al-Qazwīnī zitiert. Muhammad ibn Habīb, der Umaiyas Gedichte kommentierte, setzte diesen Vers zu den acht Trägern des Gottesthrones, die in Sure 69:17 genannt werden, in Relation und erklärte, dass der Thron in der Gegenwart von diesen vier Wesen getragen werde, ihnen aber am Tag der Auferstehung vier weitere Engel zu Hilfe kommen sollen.
Hinsichtlich der Sonne, die am Morgen zum Aufgehen gezwungen werden muss, wird ʿIkrima, der Klient von ʿAbdallāh ibn ʿAbbās, mit der Erklärung zitiert, dass die Sonne nur aufgehe, wenn 70.000 Engel sie dazu antreiben und zu ihr sprechen: „Geh auf, geh auf!“, weil sie sich weigere, über Menschen aufzugehen, die an Stelle von Gott sie anbeten.

## Legenden
Einige Berichte und Erzählungen über Umaiya ibn Abī s-Salt haben eindeutig legendenhaften Charakter. Hierzu gehört zum Beispiel eine Erzählung, die Abū l-Faradsch unter Berufung auf az-Zuhrī überliefert. Sie beschreibt, wie Umaiya auf einer Reise in einer Kirche die Begegnung mit einem Scheich hat. Dieser erkennt in ihm Züge eines Sehers und fragt ihn nach den Umständen seiner Visionen. Aufgrund von Umaiyas Antworten kommt er zu dem Schluss, dass er nicht der erwartete Prophet der Araber ist, sondern von Dschinn aufgesucht wird. Die Erzählung weist Ähnlichkeiten mit der Legende über Mohammeds Besuch bei dem Mönch Bahīrā auf. Wie Mohammed durch Bahīrā, so wird Umaiya von dem Asketen als inspiriert betrachtet, doch kommt die Inspiration von der falschen Seite. Eine Variante der Geschichte mit phantastischen Zügen erzählt, wie er auf einer Karawane  seines Stammes von dem Scheich die Invokationsformel Bi-smi-ka Allāhumma erhielt, die er später bei den Mekkanern einführte.
Andere Geschichten schreiben Umaiya die Fähigkeit zu, die Sprache der Tiere zu verstehen. So wird in einer Geschichte, die Ibn ʿAsākir wiedergibt, erzählt, wie er auf einer Reise seinen Gefährten nacheinander die Laute von Vögeln, Schafen und Kamelen in menschliche Sprache übersetzte. Die Richtigkeit seiner Aussagen wird nachträglich durch Menschen bestätigt. In einer Geschichte, die in verschiedenen Werken angeführt wird, sagt Umaiya seinen eigenen Tod voraus, nachdem er diesen von einem Raben erfahren hat.

## Umaiyas Dichtung
Umaiya ibn Abī s-Salt wurde von den arabischen Philologen als einer der bedeutendsten Dichter des Stammes Thaqīf betrachtet. Der Dichter al-Kumait ibn Ziyād (gest. 743) hielt ihn sogar für den größten Dichter schlechthin. Surāqa ibn Mirdās verfasste ein Lobgedicht auf ihn.
Ungefähr 900 Verse werden Umaiya ibn Abī s-Salt zugeordnet. Der Bagdader Philologe Muhammad ibn Habīb (gest. 860) stellte Umaiyas Dichtung in einem Dīwān zusammen, allerdings ist dieser bis auf wenige Zitate bei al-Baghdādī verloren gegangen. Was sich in verschiedenen Schriften verstreut von Umaiyas Versen erhalten hat, stellte Friedrich Schulthess 1911 in seiner Sammlung erneut zusammen, wobei er einige Gedichte aus Fragmenten neu zusammenfügte. E. Power ergänzte seine Sammlung 1912 in einem Artikel durch Nachträge. In den 1970er Jahren veröffentlichten zwei arabische Gelehrte (as-Saṭlī und al-Hadīthī) weitere Sammlungen. Inhaltlich lassen sich die Gedichte Umaiyas nach H.H. Bräu in zwei Hauptgruppen gliedern. Die eine kleinere Gruppe besteht aus panegyrischen Gedichten und Versen, die der Verherrlichung von Stämmen und Einzelpersonen dienen, die andere größere Gruppe, die in Schulthess‘ Sammlung ab Gedicht Nr. XXIII beginnt, hat religiösen Charakter.

### Besonderheiten seiner religiösen Dichtung
Der Nachwelt galt Umaiya vor allem als religiöser Dichter. So äußerte der arabische Philologe al-Asmaʿī (gest. 828), das wichtigste Thema der Gedichte Umaiyas sei das Jenseits, sowie ʿAntara vornehmlich Kriegslieder singe und ʿUmar ibn Abī Rabīʿa ein Dichter der Jünglinge sei. Ibn Sallām al-Dschumahī beschreibt Umaiyas Dichtung als „reich an Merkwürdigkeiten“ (kaṯīr al-ʿaǧāʾib) und erklärt, Umaiya habe in seiner Dichtung die Erschaffung von Himmel und Erde sowie Engel erwähnt, was vor ihm sonst kein Dichter getan habe. Er führt dies darauf zurück, dass sich Umaiya vorher bei den Ahl al-kitāb aufgehalten habe.
Ibn Qutaiba schreibt über Umaiya: „In seiner Dichtung erzählte er Prophetengeschichten und verwendete viele Begriffe (alfāẓ), die die Araber nicht kannten. Diese schöpfte er aus vorangegangenen Schriften. Und er brachte Berichte hervor, die er aus den Berichten der Ahl al-kitāb schöpfte.“ Als Beispiele für seltsame Fremdwörter von den Ahl al-kitāb, die Umaiya in seiner  Dichtung verwendete, nennt Ibn Qutaiba die Begriffe as-Sāhūr für die Hülle, in die der Mond bei der Mondfinsternis verschwinden soll, sowie as-Salṭalīṭ und at-Taġrūr als Bezeichnungen für Gott. Aufgrund dieses seltsamen Wortgebrauchs ließen die Gelehrten Umaiyas Gedichte nicht als lexikographische Belege zu.
In der modernen Forschung wird der Sondercharakter von Umaiyas religiöser Dichtung bestätigt. Tilman Seidensticker konstatierte, dass in dieser Dichtung die für die altarabische Qasīda typische Abfolge von mehreren Themen völlig fehle. Gert Borg, der sich in einem Aufsatz mit Umaiyas poetischer Persönlichkeit befasste, meint, dass seine religiösen Gedichte, die eine fremdartigen Charakter haben, einer späteren Lebensphase entstammen und zeigen, dass er in dieser Zeit auch mit neuen poetischen Formen zu experimentieren begann. Friedrich Schulthess zeigte, dass Umaiya in seiner Dichtung jüdische Quellen anknüpfte. Zu den Ideen, die er aus diesen Quellen bezog, gehören neben denjenigen Themen, die bereits von den arabischen Autoren genannt werden, die Sintflut, die Opferung Isaaks und die sieben Himmel.

### Die Übereinstimmungen mit dem Koran
In religiösem Ideengehalt und Verwendung stofflicher Motive zeigen Umaiyas Gedichte starke Übereinstimmung mit dem Koran. So erscheinen in seinen Gedichten koranische Begriffe wie Rabb, Kāfir (Nr. XXXV) und Dschanna (Nr. XL). Auch erscheint in seiner Dichtung schon das koranische Konzept des Hanīfen. Interessanterweise verwendet dabei Umaiya für das Hanīfentum nicht die später übliche Namensform Ḥanīfīya, sondern die ihm eigene Form Ḥanīfa. So heißt es in einem seiner Verse, der von verschiedenen Autoren zitiert wird:
Kullu dīnin yauma l-qiyāmati ʿinda Llāhi

illā dīna Ḥanīfati zūr.
Am Tage der Auferstehung ist jede Religion vor Gott

Trug, ausgenommen die Religion Hanīfa
Die phraseologische Übereinstimmung von Umaiyas Sprache mit der Sprache des Korans ist so hoch, dass zum Beispiel in den 13 Zeilen des Gedichtes Nr. XXVII nur eine einzige Zeile keine solche Übereinstimmung enthält. Clement Huart stellte aufgrund solcher Ähnlichkeiten 1904 die These auf, dass Gedichte Umaiyas eine Quelle des Korans gewesen seien. Damit löste er in der Wissenschaft großes Interesse an der Dichtung Umaiyas aus, das sich in einer Reihe von Publikationen niederschlug. Während sich E. Power 1906 in einem Artikel der Theorie Huarts anschloss und die Auffassung vertrat, dass Mohammed die Gedichte Umaiyas benutzt haben könnte,  wiesen Schulthess und sein Schüler I. Frank-Kamenetzky, der in seiner 1911 in Königsberg eingereichten Dissertation einen Katalog von Entsprechungen zwischen Umaiyas Gedichten und dem Koran erstellte, die These Huarts zurück. Frank-Kamenetzky schloss aus der Feindschaft zwischen Mohammed und Umaiya, dass gegenseitige Entlehnungen unwahrscheinlich seien. Er vermutete, dass die zahlreichen Parallelen zwischen Koran und Umaiya entweder auf gemeinsame Quellen oder spätere muslimische Fälschungen zurückgingen. Schulthess meinte, dass Umaiya und Mohammed aus gemeinsamen schriftlichen Quellen schöpften. Theodor Nöldeke hielt dies für unwahrscheinlich, weil er in Sure 25:5 einen Beleg dafür sah, dass Mohammed selber keine Bücher las.
Allerdings bestehen auch einige inhaltliche Unterschiede zwischen Umaiyas Dichtung und dem Koran. So hat zum Beispiel schon 1906 E. Power die Darstellung des Untergangs der Thamūd bei Umaiya (Gedicht Nr. 34, Z. 23–32) und im Koran (Sura 91) verglichen und darauf hingewiesen, dass anders als im Koran in Umaiyas Text ein Gottesgesandter nicht erwähnt wird und umgekehrt Umaiyas einige Elemente enthält, die in der koranischen Darstellung fehlen. N. Sinai hat hervorgehoben, dass im Gegensatz zu den frühen Teilen des Korans eschatologische Themen in Umaiyas Dichtung fehlen und bei der Beschreibung der Hölle Umaiya viel stärker den Gedanken der Vergebung betont.

### Die Frage der Authentizität
Schon den muslimischen Gelehrten der Vormoderne war klar, dass einige der Umaiya zugeschriebenen Gedichte nicht von ihm stammten. Schulthess führte am Ende seiner Sammlung sieben solche als „unecht“ qualifizierten Gedichte auf. Er selbst beurteilte die Authentizität von Umaiyas Gedichten allerdings noch erheblich kritischer. Nach seiner Auffassung waren alle Gedichte, die eine „Abhängigkeit vom Koran“ aufwiesen, fälschungsverdächtig. In seinem Aufsatz von 1906 führte er eine Liste mit 16 religiösen Gedichten Umaiyas an, die er auf dieser Grund als unecht betrachtete. Auch Frank-Kamenetzky verwendete in seiner Dissertation von 1911 Übereinstimmungen mit dem Koran als Ausschlusskriterium, allerdings unterschied er zwischen „Nachdichtungen des Korans“ und solchen Gedichten oder Gedichtteilen, in denen sich vereinzelte Korananklänge „in der Umgebung von Gedanken befinden, die nach aller Überlieferung zu denjenigen Umajjas stimmen“. Nur Nachdichtungen, „die an ein bestimmtes qoranisches Thema anknüpfen und dabei eine oder mehrere Suren zugrundelegen,“ sah er als nicht von Umaiya stammend an. Mit Anlegung dieses Maßstabs kam er auf eine Summe von insgesamt 225 als echt anzusehenden religiösen Versen Umaiyas. An der Mehrheit der Gedichte ohne religiösen hegte Frank-Kamenetzky keinen Zweifel.
Eine besonders skeptische Haltung gegenüber den religiösen Gedichten Umaiyas nahm Tor Andræ ein. Er vertrat die Auffassung, dass die meisten dieser Gedichte pseudepigraphische Versifizierungen von Stoffen seien, die muslimische Exegeten wie ʿAbdallāh ibn ʿAbbās und as-Suddī später an die Auslegung des Korans herangebracht hätten. Bei Umaiyas Thamūd-Gedicht meinte er zum Beispiel, dass die Übereinstimmungen mit den Erklärungen in at-Tabarīs Korankommentar zeigten, dass dieses Gedicht von der muslimischen Koranexegese abhängig sei. Eine ähnliche Position nahm Tilman Seidensticker ein, der sich 1996 in einem Artikel erneut mit der Frage der Authentizität von Umaiyas Gedichten befasste. Er meinte zum Beispiel, dass das Gedicht Nr. 38, in dem beschrieben wird, wie ein Engel Maria den Geist Jesu‘ einbläst, als unecht klassifiziert werden müsse, weil diese Beschreibung die Sichtweise der späteren Koranexegese widerspiegele, nicht jedoch die des Koran, in dem Gott selbst den Geist einbläst (Sure 66:12).
In den letzten Jahren haben G. Borg und N. Sinai gegen eine solche Argumentation eingewandt, dass die Vorstellungen, auf die die muslimische Koranexegese zugriff, schon im vorislamischen Arabien verbreitet gewesen sein könnten und somit Übereinstimmungen mit ihr in Umaiyas Gedichten kein Beweis für deren Unechtheit seien. Sinai behandelt deswegen auch Umaiyas Thamūd-Gedicht als authentisch und betrachtet es als repräsentativ für das „koranische Milieu“. Er zieht es in seinem Artikel heran, um herauszuarbeiten, wie der Koran existierendes Erzählgut reorganisiert hat, um eine eigene Prophetologie und ein kohärentes religiöses System zu entwickeln.
In seinem zweiten Artikel zur Authentizitätsfrage, der 2011 veröffentlicht wurde, hat Seidensticker eine Synopse der verschiedenen Urteile zur Authentizität der einzelnen Umaiya zugeschriebenen religiösen Gedichte zusammengestellt.

## Belege
1. ↑  Vgl. Ibn ʿAsākir: Taʾrīḫ madīnat Dimašq. S. 255.
2. ↑  Vgl. Ibn an-Nadīm: al-Fihrist. Ed. Gustav Flügel. Leipzig 1871-72. S. 111, Z. 10. Digitalisat.
3. ↑  Vgl. Sezgin: Geschichte des arabischen Schrifttums. 1975, S. 299f.
4. ↑  Vgl. Abū l-Faraǧ: Kitāb al-Aġānī. Bd. IV, S. 96 und Ibn Qutaiba: aš-Šiʿr. 1987, S. 461.
5. ↑  Vgl. Abū l-Faraǧ: Kitāb al-Aġānī. Bd. IV, S. 96 und Ibn Qutaiba: aš-Šiʿr. 1987, S. 462.
6. ↑  Vgl. Ibn Kathīr: al-Bidāya wa-n-nihāya. Bd. III, S. 283.
7. ↑  Vgl. bei Sprenger: Das Leben und die Lehre des Moḥammad. 1869, Bd. I, S. 76f.
8. ↑  Vgl. Abū l-Faraǧ: Kitāb al-Aġānī. Bd. VIII, S. 237.
9. ↑  Vgl. Abū l-Faraǧ: Kitāb al-Aġānī. Bd. VIII, S. 235f.
10. ↑  Vgl. Friedrich Rückerts Werke: historisch-kritische Ausgabe; "Schweinfurter Edition". Werke 1846/1847, Bd. 3: Hamâsa, Teil 2. Wallstein, Göttingen, 2004. S. 922.
11. ↑  Vgl. Nöldeke: Umaija b. Abiṣ Ṣalt, 1912, S. 162.
12. ↑  Vgl. Abū l-Faraǧ: Kitāb al-Aġānī. Bd. VIII, S. 238f.
13. ↑  Vgl. Nöldeke: Umaija b. Abiṣ Ṣalt, 1912, S. 162.
14. ↑  Vgl. Ibn Sallām al-Ǧumaḥī: Ṭabaqāt fuḥūl aš-šuʿarāʾ. S. 262f.
15. ↑  Vgl. Ibn Qutaiba: aš-Šiʿr. 1987, S. 459.
16. ↑  Vgl. Abū l-Faraǧ: Kitāb al-Aġānī. Bd. IV, S. 97.
17. ↑  Vgl. Ibn ʿAsākir: Taʾrīḫ madīnat Dimašq. S. 256–262.
18. ↑  Vgl. Ibn ʿAsākir: Taʾrīḫ madīnat Dimašq. S. 261.
19. ↑  Zit. bei Ibn Kathīr: al-Bidāya wa-n-nihāya. Bd. III, S. 290.
20. ↑  Vgl. bei Abū l-Faraǧ: Kitāb al-Aġānī. Bd. IV, S. 97.
21. ↑  Vgl. Seidensticker: Authentizität. 2011, S. 56.
22. ↑   Schulthess: „Umayya b. Abi ṣ-Ṣalṭ“. 1911, Nr. XXXV, V. 3.
23. ↑  Vgl. bei Abū l-Faraǧ: Kitāb al-Aġānī. Bd. IV, S. 98 und die Übersetzung bei Sprenger: Das Leben und die Lehre des Moḥammad. 1869, Bd. I, S. 114.
24. ↑  Vgl. Ibn ʿAsākir: Taʾrīḫ madīnat Dimašq. S. 259.
25. ↑  Abū l-Faraǧ: Kitāb al-Aġānī. Bd. IV, S. 97.
26. ↑  Vgl. Ibn Qutaiba: aš-Šiʿr. 1987, S. 459.
27. ↑  Vgl. Ibn ʿAsākir: Taʾrīḫ madīnat Dimašq. S. 260.
28. ↑  Vgl. Ibn ʿAsākir: Taʾrīḫ madīnat Dimašq. S. 255.
29. ↑  Vgl. Ibn ʿAsākir: Taʾrīḫ madīnat Dimašq. S. 265 und Schulthess: „Umajja b. Abi-ṣ Ṣalt“. 1906, S. 75, der Ibn Kaṯīr: al-Bidāya wa-n-nihāya. Bd. III, S. 282f. zugrunde legt.
30. ↑  Vgl. Ibn ʿAsākir: Taʾrīḫ madīnat Dimašq. S. 266 und Ibn Kaṯīr: al-Bidāya wa-n-nihāya. Bd. III, S. 283f.
31. ↑  Vgl. Abū l-Faraǧ: Kitāb al-Aġānī. Bd. IV, S. 100f, aṯ-Ṯaʿlabī: Qiṣaṣ al-Anbiyāʾ. Übers. H. Busse. 2006, S. 306f, Ibn Sallām al-Ǧumaḥī: Ṭabaqāt fuḥūl aš-šuʿarāʾ. S. 266.
32. ↑  Vgl. Sprenger: Das Leben und die Lehre des Moḥammad. 1869, Bd. I, S. 119.
33. ↑  Vgl. dazu Harris Birkeland: The Legend of the Opening of Muhammed’s Breast. Oslo 1955, S. 12–24.
34. ↑  Makin: „Re-thinking other claimants to prophethood“. 2010, S. 173–175.
35. ↑  Vgl. Ibn ʿAsākir: Taʾrīḫ madīnat Dimašq. S. 285 und Schulthess: „Umajja b. Abi-ṣ Ṣalt“. 1906, S. 75, der Ibn Kaṯīr: al-Bidāya wa-n-nihāya. Bd. III, S. 288 zugrunde legt.
36. ↑  Vgl. aṯ-Ṯaʿlabī: Qiṣaṣ al-Anbiyāʾ. Übers. H. Busse. 2006, S. 306, und al-Baġawī: Maʿālim at-tanzīl sub Sure 7:175, siehe Digitalisat
37. ↑  Vgl. Ibn ʿAsākir: Taʾrīḫ madīnat Dimašq. S. 286 und Schulthess: „Umajja b. Abi-ṣ Ṣalt“. 1906, S. 75, der Ibn Kaṯīr: al-Bidāya wa-n-nihāya. Bd. III, S. 288f. zugrunde legt.
38. ↑  Vgl. aṯ-Ṯaʿlabī: Qiṣaṣ al-Anbiyāʾ. Übers. H. Busse. 2006, S. 306.
39. ↑  Vgl. Ibn Hišām: Kitāb Sīrat Rasūl Allāh Aus d. Hs. zu Berlin, Leipzig, Gotha u. Leyden hrsg. von Ferdinand Wüstenfeld. 2 Bde. Göttingen 1858-59. S. 531–533. Digitalisat.
40. ↑  Vgl. Ibn Sallām al-Ǧumaḥī: Ṭabaqāt fuḥūl aš-šuʿarāʾ. S. 263.
41. ↑  Vgl. Nöldeke: Umaija b. Abiṣ Ṣalt,  1912, S. 162.
42. ↑  Vgl. die Erklärungen bei Ibn ʿAsākir: Taʾrīḫ madīnat Dimašq. S. 278.
43. ↑  Vgl. Ibn Kaṯīr: al-Bidāya wa-n-nihāya. Bd. III, S. 288f.
44. ↑  Vgl. Abū l-Faraǧ: Kitāb al-Aġānī. Bd. IV, S. 97f.
45. ↑  Vgl. Abū l-Faraǧ: Kitāb al-Aġānī. Bd. IV, S. 104.
46. ↑  Vgl. Ibn ʿAsākir: Taʾrīḫ madīnat Dimašq. S. 282.
47. ↑  Vgl. al-Baġdādī: Ḫizānat al-adab. Bd. I, S. 251f.
48. ↑  Vgl. Abū l-Faraǧ: Kitāb al-Aġānī. Bd. IV, S. 103.
49. ↑  Vgl. Julius Wellhausen (Hrsg.): Mohammed in Medina. Das ist Vakidi's Kitab al-Maghazi in verkürzter deutscher Wiedergabe. Reimer, Berlin 1882. S. 369.
50. ↑  Vgl. Ṣaḥīḥ Muslim Nr. 2255.
51. ↑  Vgl. Ibn ʿAsākir: Taʾrīḫ madīnat Dimašq. S. 268.
52. ↑  Vgl. Ṣaḥīḥ Muslim Nr. 2256.
53. ↑  Vgl. Ibn ʿAsākir: Taʾrīḫ madīnat Dimašq. S. 268f und Ibn Kaṯīr: al-Bidāya wa-n-nihāya. Bd. III, S. 293f.
54. ↑  Vgl. Ibn Kaṯīr: al-Bidāya wa-n-nihāya. Bd. III, S. 284–287.
55. ↑  Vgl. aṯ-Ṯaʿlabī: Qiṣaṣ al-Anbiyāʾ. Übers. H. Busse. 2006, S. 306f.
56. ↑  Vgl. Ibn ʿAsākir: Taʾrīḫ madīnat Dimašq. S. 266 und al-Baġawī: Maʿālim at-tanzīl sub Sure 7:175.
57. ↑  Vgl. Ibn ʿAsākir: Taʾrīḫ madīnat Dimašq. S. 272 und Ibn Kaṯīr: al-Bidāya wa-n-nihāya. Bd. III, S. 294.
58. ↑  Ibn Qutaiba: aš-Šiʿr. 1987, S. 459.
59. ↑  Vgl. Abū l-Faraǧ: Kitāb al-Aġānī. Bd. IV, S. 98.
60. ↑  Vgl. Die Gelehrtenbiographien des Abū ʿUbaidallāh al-Marzubānī: in der Rezension des Ḥāfiẓ al-Yaġmūrī. Hrsg. von Rudolf Sellheim. F. Steiner Verlag, Wiesbaden 1964, S. 40, Z. 8–10.
61. ↑  Vgl. Sunan ad-Dārimī Nr. 2703 und Musnad Ahmad ibn Hanbal Nr. 2312.
62. ↑  Schulthess: „Umayya b. Abi ṣ-Ṣalṭ“. 1911, Nr. XXV, V. 45b-47.
63. ↑  So al-Baġdādī: Ḫizānat al-adab. 1997, Bd. I, S. 248.
64. ↑  Vgl. Syrinx von Hees: Enzyklopädie als Spiegel des Weltbildes: Qazwīnīs Wunder der Schöpfung – eine Naturkunde des 13. Jahrhunderts. Harrassowitz, Wiesbaden, 2002. S. 288.
65. ↑  Sure 69:17
66. ↑  So al-Baġdādī: Ḫizānat al-adab. 1997, Bd. I, S. 248.
67. ↑  Vgl. al-Baġdādī: Ḫizānat al-adab. 1997, Bd. I, S. 250 unter Berufung auf Muhammad ibn Habīb.
68. ↑  Vgl. Die Gelehrtenbiographien des Abū ʿUbaidallāh al-Marzubānī: in der Rezension des Ḥāfiẓ al-Yaġmūrī. Hrsg. von Rudolf Sellheim. F. Steiner Verlag, Wiesbaden 1964, S. 277f und Abū l-Faraǧ: Kitāb al-Aġānī. Bd. IV, S. 102f.
69. ↑  Vgl. Abū l-Faraǧ: Kitāb al-Aġānī. Bd. IV, S. 98 und Sprenger: Das Leben und die Lehre des Moḥammad. 1869, Bd. I, S. 113f.
70. ↑  Vgl. Schulthess: „Umajja b. Abi-ṣ Ṣalt“. 1906, S. 76.
71. ↑  Vgl. Abū l-Faraǧ: Kitāb al-Aġānī. Bd. IV, S. 99f.
72. ↑  Vgl. Sprenger: Das Leben und die Lehre des Moḥammad. 1869, Bd. I, S. 114f.
73. ↑  Vgl. Ibn ʿAsākir: Taʾrīḫ madīnat Dimašq. S. 272f.
74. ↑  Vgl. Abū l-Faraǧ: Kitāb al-Aġānī. Bd. IV, S. 104 und Ibn ʿAsākir: Taʾrīḫ madīnat Dimašq. S. 285.
75. ↑  Vgl. Abū l-Faraǧ: Kitāb al-Aġānī. Bd. IV, S. 97 und Sprenger: Das Leben und die Lehre des Moḥammad. 1869, Bd. I, S. 110f.
76. ↑  Vgl.  Montgomery: Art. "Umayya ibn Abi ʾl-Ṣalt" S. 839a.
77. ↑  Vgl. Seidensticker: „The authenticity of the poems“. 1996, S. 88.
78. ↑  Vgl. Seidensticker: „The authenticity“. 1996, S. 88.
79. ↑  Vgl. Bräu: Art. „Umaiya b. Abi l-Ṣalt“ S. 1080b.
80. ↑  Vgl. Abū l-Faraǧ: Kitāb al-Aġānī. Bd. IV, S. 99.
81. ↑  Vgl. Ibn Sallām al-Ǧumaḥī: Ṭabaqāt fuḥūl aš-šuʿarāʾ. S. 262f.
82. ↑  Vgl. Ibn Qutaiba: aš-Šiʿr. 1987, S. 459.
83. ↑  Vgl. Ibn Qutaiba: aš-Šiʿr. 1987, S. 460f.
84. ↑  Vgl. Seidensticker: „The authenticity of the poems“. 1996, S. 87.
85. ↑  Vgl. Borg: “Umayya b. Abi al-Salt as a poet”. 1998, S. 12.
86. ↑  Vgl. Schulthess: „Umajja b. Abi-ṣ Ṣalt“. 1906, S. 82–85.
87. ↑  Vgl. Schulthess: „Umajja b. Abi-ṣ Ṣalt“. 1906, S. 87f.
88. ↑  Abū l-Faraǧ: Kitāb al-Aġānī. Bd. IV, S. 97.
89. ↑  Vgl. Sinai: „Religious poetry“. 2011, S. 400f.
90. ↑  Vgl. Power: „Umayya ibn Abi-s Salt“. 1906, S. 208–211.
91. ↑  Vgl. Schulthess: „Umajja b. Abi ṣ Ṣalṭ“. 1911, S. 7.
92. ↑  Vgl. Nöldeke: Umaija b. Abiṣ Ṣalt,  1912, S. 166.
93. ↑  Vgl. Power: „Umayya ibn Abi-ṣ Salt“. 1906, S. 212.
94. ↑  Vgl. Sinai: „Religious poetry“. 2011, S. 405.
95. ↑  Vgl. Schulthess: „Umajja b. Abi-ṣ Ṣalt“. 1906, S. 76–78.
96. ↑  Vgl. Frank-Kamenetzky: Untersuchungen. 1911, S. 47.
97. ↑  Vgl. Frank-Kamenetzky: "Untersuchungen". 1911, S. 47.
98. ↑  Seidensticker: "Die Authentizität". 2011, S. 42.
99. ↑  Vgl. Carl Brockelmann: Geschichte der arabischen Litteratur. Leiden 1937–1949, Supplementband I, S. 55 und Bräu: „Umaiya b. Abi l-Ṣalt“ S. 1081a.
100. ↑  Vgl. Tor Andræ: Der Ursprung des Islams und das Christentum. Uppsala/Stockholm 1926. S. 52f.
101. ↑  Vgl. Seidensticker: „The authenticity“. 1996, S. 91.
102. ↑  Vgl. Borg: „The Divine“. 2001, S. 9f und Sinai: „Religious poetry“. 2011, S. 409f.
103. ↑  Vgl. Sinai: „Religious poetry“. 2011, S. 411.

| Personendaten    | Personendaten                           |
| ---------------- | --------------------------------------- |
| NAME             | Umaiya ibn Abī s-Salt                   |
| ALTERNATIVNAMEN  | أمية بن أبي الصلت (arabisch)            |
| KURZBESCHREIBUNG | Dichter aus dem arabischen Stamm Thaqīf |
| GEBURTSDATUM     | 6. Jahrhundert oder 7. Jahrhundert      |
| STERBEDATUM      | um 630                                  |
| STERBEORT        | at-Tā'if                                |